# Miscanthus lutarioriparius
Miscanthus lutarioriparius là một loài thực vật có hoa trong họ Hòa thảo. Loài này được L. Liou ex Renvoize & S.L. Chen mô tả khoa học đầu tiên năm 2005.